# Černčice (Petrohrad)
Černčice je vesnice, část obce Petrohrad v okrese Louny. Nachází se asi 1,5 km na sever od Petrohradu. Prochází zde silnice I/6. V roce 2011 zde trvale žilo 137 obyvatel.
Černčice leží v katastrálním území Černčice u Petrohradu o rozloze 3,57 km².

## Historie
První písemná zmínka o vesnici pochází z roku 1392.

## Obyvatelstvo
Při sčítání lidu v roce 1921 zde žilo 447 obyvatel (z toho 213 mužů), z nichž bylo 143 Čechoslováků, 300 Němců a čtyři cizinci. Převažovala římskokatolická většina, ale dva obyvatelé patřili k evangelickým církvím, čtyři k církvi izraelské a čtyři lidé byli bez vyznání. Podle sčítání lidu z roku 1930 měla vesnice 437 obyvatel: 111 Čechoslováků, 320 Němců a šest cizinců. Kromě římských katolíků zde žilo čtrnáct evangelíků, čtyři členové církve československé, osm židů, jeden příslušník nezjišťovaných církví a devět lidí bez vyznání.
|                                                                         | 1869 | 1880 | 1890 | 1900 | 1910 | 1921 | 1930 | 1950 | 1961 | 1970 | 1980 | 1991 | 2001 | 2011 |
| ----------------------------------------------------------------------- | ---- | ---- | ---- | ---- | ---- | ---- | ---- | ---- | ---- | ---- | ---- | ---- | ---- | ---- |
| Obyvatelé                                                               | 248  | 283  | 294  | 322  | 381  | 447  | 437  | 234  | 229  | 175  | 135  | 143  | 136  | 137  |
| Domy                                                                    | 38   | 45   | 52   | 55   | 66   | 71   | 74   | 71   | .    | 45   | 43   | 52   | 57   | 52   |
| Počet domů z roku 1961 je zahrnut v celkovém počtu domů obce Petrohrad. |      |      |      |      |      |      |      |      |      |      |      |      |      |      |

## Galerie

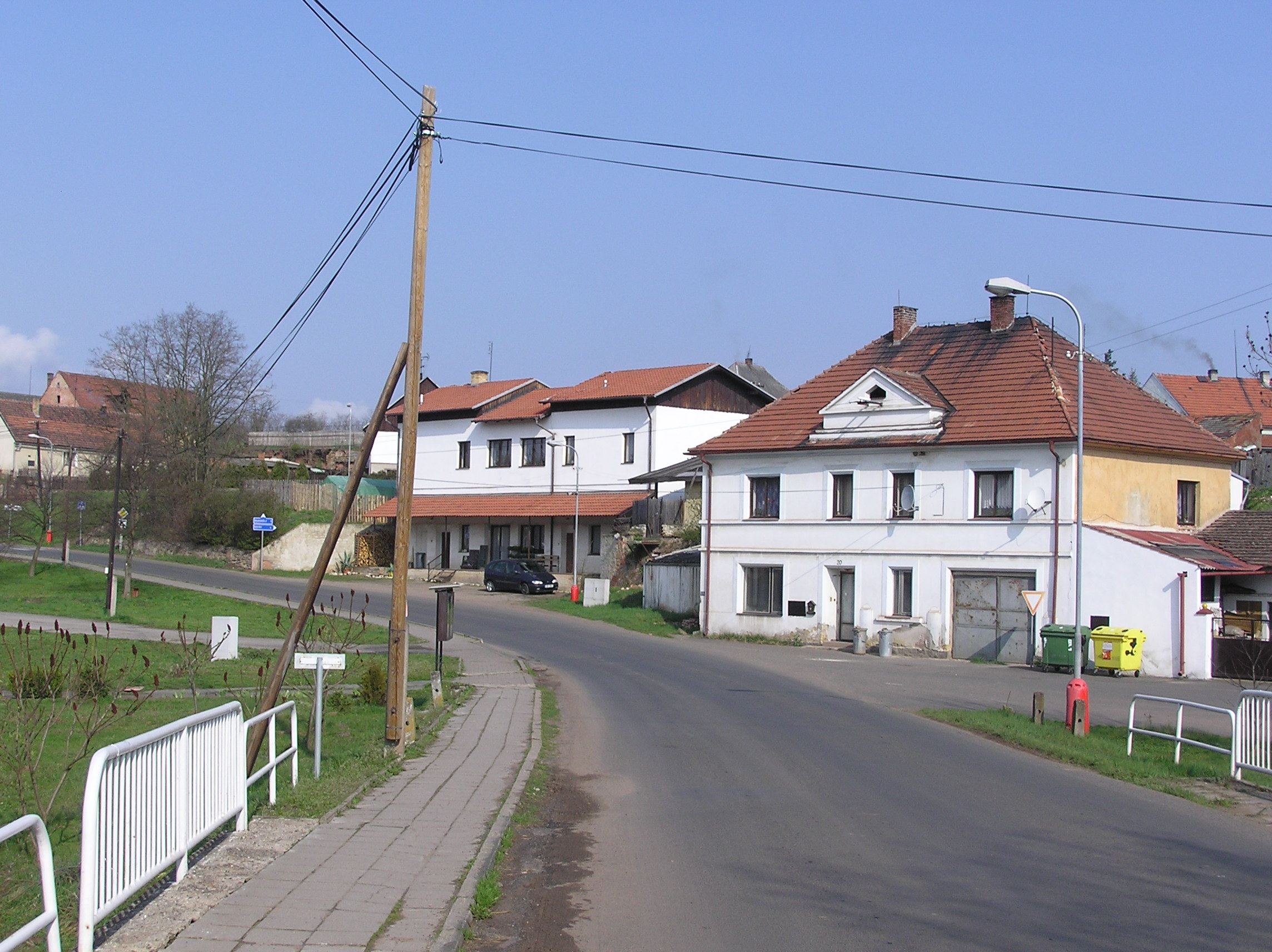
Hlavní ulice
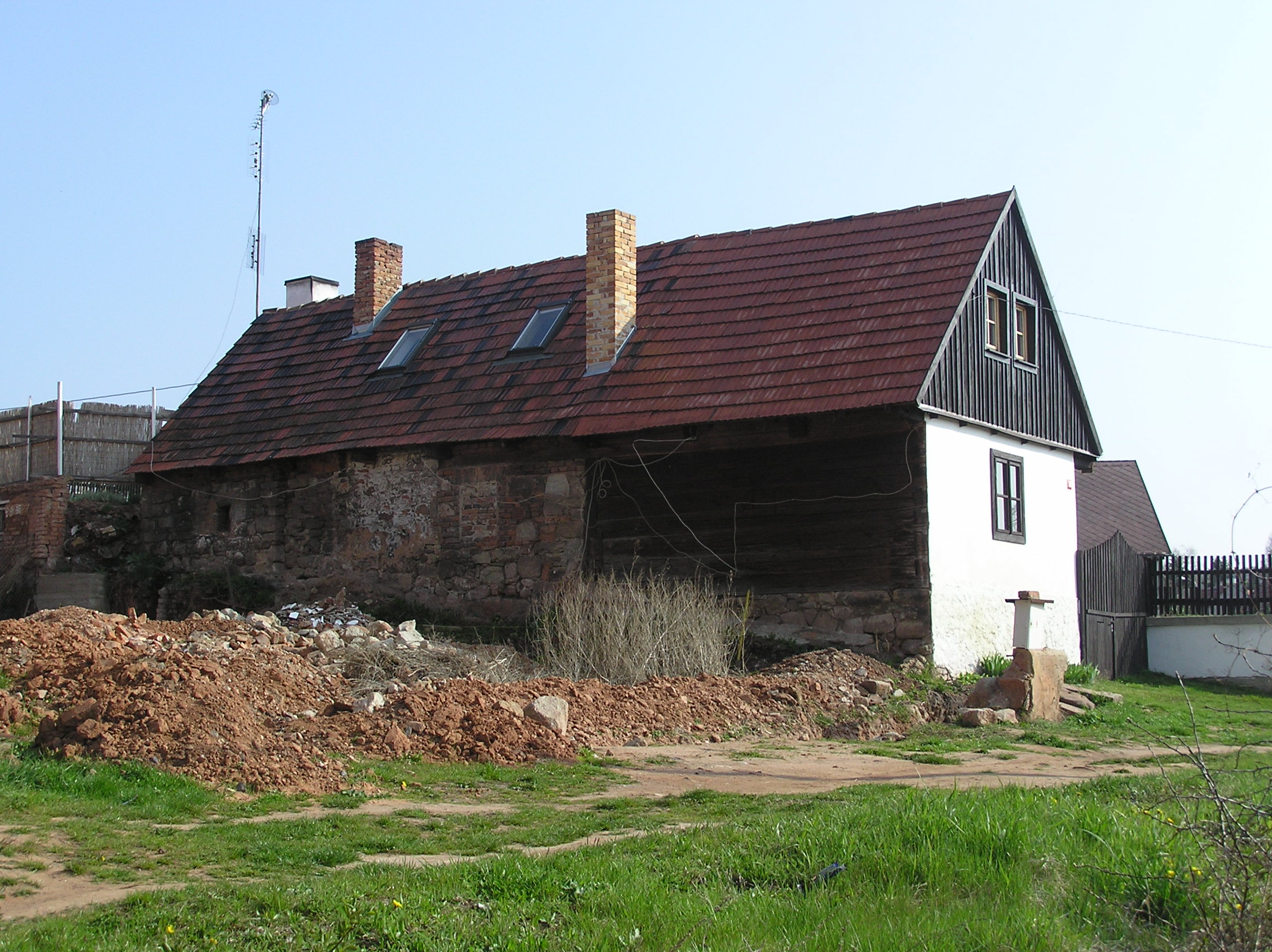
Dům z nejméně z 18. století (viz ostění okna)
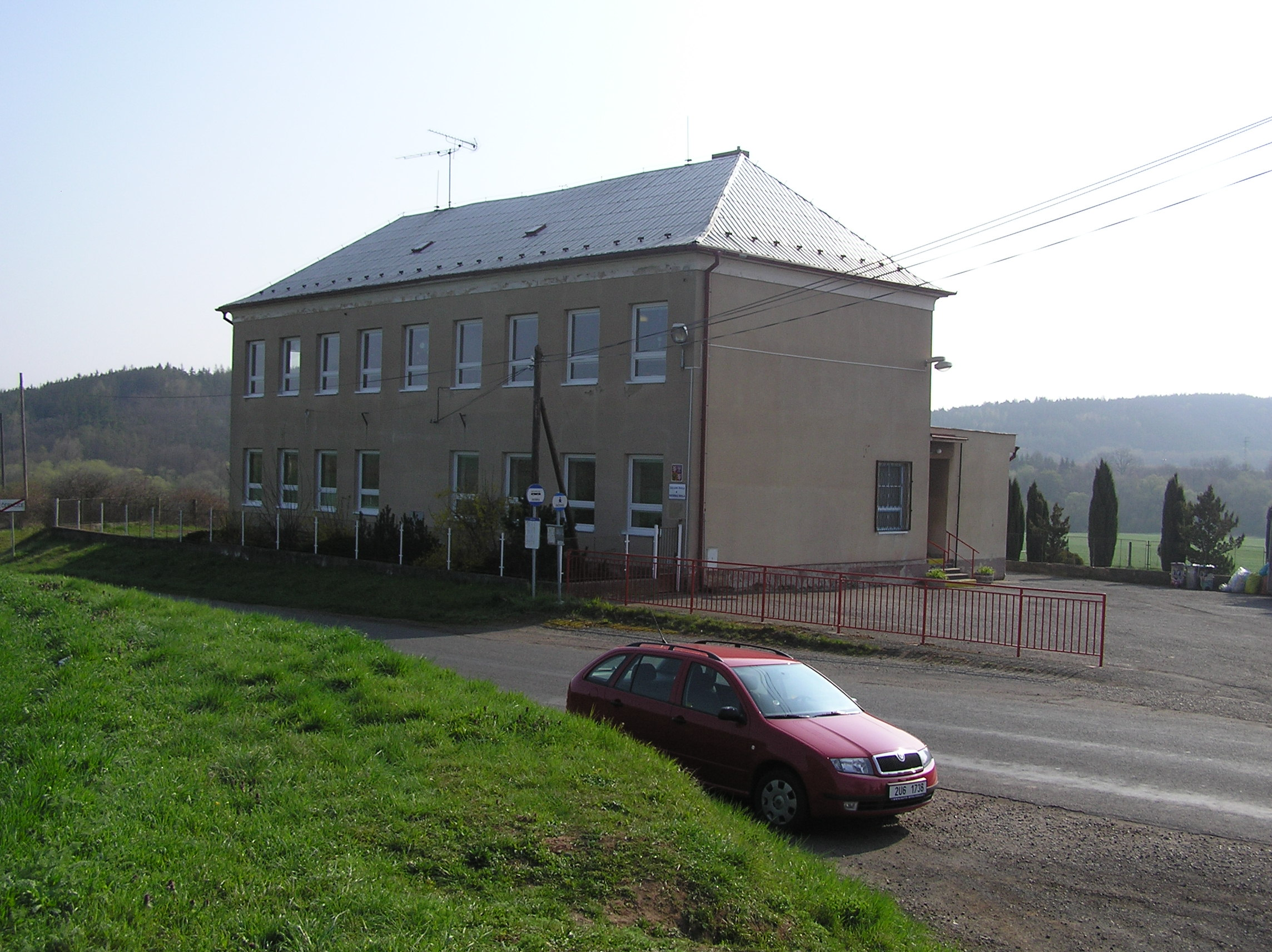
Základní škola Petrohrad se sídlem v Černčicích